# Grand Prix Niemiec 1982
Grand Prix Niemiec 1982 (oryg. Großer Preis von Deutschland) – 12. runda Mistrzostw Świata Formuły 1 w sezonie 1982, która odbyła się 8 sierpnia 1982, po raz siódmy na torze Hockenheimring.
44. Grand Prix Niemiec, 30. zaliczane do Mistrzostw Świata Formuły 1.

## Klasyfikacja
| Legenda oznaczeń w tabelach wyników Wyświetl szablon na nowej stronie | Legenda oznaczeń w tabelach wyników Wyświetl szablon na nowej stronie                                                                     |
| Oznaczenie                                                            | Wyjaśnienie |
| --------------------------------------------------------------------- | --- |
| Złoty                                                                 | Zwycięzca lub mistrzostwo |
| Srebrny                                                               | 2. miejsce lub wicemistrzostwo |
| Brązowy                                                               | 3. miejsce lub II wicemistrzostwo |
| Zielony                                                               | Ukończył, punktował (w klasyfikacji generalnej, gdy zdobył co najmniej jeden punkt na przestrzeni sezonu, poza trzema powyższymi opcjami) |
| Niebieski                                                             | Ukończył, nie punktował (w klasyfikacji generalnej, gdy nie zdobył co najmniej jednego punktu na przestrzeni sezonu)                      |
| Czerwony                                                              | Nie zakwalifikował się (NZ) |
| Czerwony                                                              | Nie prekwalifikował się (NPK) |
| Różowy                                                                | Nie ukończył (NU) |
| Różowy                                                                | Niesklasyfikowany (NS) (w klasyfikacji generalnej, gdy nie został sklasyfikowany w żadnym wyścigu sezonu)                                 |
| Czarny                                                                | Zdyskwalifikowany (DK) |
| Czarny                                                                | Wykluczony (WYK/EX) |
| Biały                                                                 | Nie wystartował (NW) |
| Biały                                                                 | Kontuzjowany (K/INJ) |
| Biały                                                                 | Wyścig odwołany (OD/C) |
| Bez koloru                                                            | Został wycofany (WYC/WD) |
| Bez koloru                                                            | Nie przybył (NP/DNA) |
| Bez koloru                                                            | Nie brał udziału w treningach (NT/DNP) |
| Bez koloru                                                            | Nie został zgłoszony (–) |
| Pogrubienie                                                           | Start z pole position |
| Kursywa                                                               | Najszybsze okrążenie wyścigu |
| †                                                                     | Nie ukończył, ale jego rezultat został zaliczony ze względu na przejechanie więcej niż 90% dystansu wyścigu.                              |
| *                                                                     | Sezon w trakcie |
| 1/2/3                                                                 | Punktowana pozycja w sprincie kwalifikacyjnym                                                                                             |
| Lista systemów punktacji Formuły 1                                    | |

| Poz. | Nr. | Kierowca           | Konstruktor     | Okrążeń | Czas/powód NU           | Poz. start. | Punktów |
| ---- | --- | ------------------ | --------------- | ------- | ----------------------- | ----------- | ------- |
| 1    | 27  | Patrick Tambay     | Ferrari         | 45      | 1:27:25.178             | 5           | 9       |
| 2    | 16  | René Arnoux        | Renault         | 45      | + 16.379                | 3           | 6       |
| 3    | 6   | Keke Rosberg       | Williams-Ford   | 44      | + 1 okrążenie           | 9           | 4       |
| 4    | 3   | Michele Alboreto   | Tyrrell-Ford    | 44      | + 1 okrążenie           | 7           | 3       |
| 5    | 23  | Bruno Giacomelli   | Alfa Romeo      | 44      | + 1 okrążenie           | 11          | 2       |
| 6    | 29  | Marc Surer         | Arrows-Ford     | 44      | + 1 okrążenie           | 26          | 1       |
| 7    | 4   | Brian Henton       | Tyrrell-Ford    | 44      | + 1 okrążenie           | 17          |         |
| 8    | 14  | Roberto Guerrero   | Ensign-Ford     | 44      | + 1 okrążenie           | 21          |         |
| 9    | 12  | Nigel Mansell      | Lotus-Ford      | 43      | + 2 okrążenia           | 18          |         |
| 10   | 35  | Derek Warwick      | Toleman-Hart    | 43      | + 2 okrążenia           | 14          |         |
| 11   | 20  | Chico Serra        | Fittipaldi-Ford | 43      | + 2 okrążenia           | 25          |         |
| NU   | 7   | John Watson        | McLaren-Ford    | 36      | Wypadł z toru           | 10          |         |
| NU   | 26  | Jacques Laffite    | Ligier-Matra    | 36      | Sterowność              | 15          |         |
| NU   | 5   | Derek Daly         | Williams-Ford   | 25      | Silnik                  | 19          |         |
| NU   | 18  | Raúl Boesel        | March-Ford      | 22      | Opona                   | 24          |         |
| NU   | 11  | Elio de Angelis    | Lotus-Ford      | 21      | Sterowność              | 13          |         |
| NU   | 1   | Nelson Piquet      | Brabham-BMW     | 18      | Kolizja                 | 4           |         |
| NU   | 10  | Eliseo Salazar     | ATS-Ford        | 17      | Kolizja                 | 22          |         |
| NU   | 15  | Alain Prost        | Renault         | 14      | Wtrysk paliwa           | 2           |         |
| NU   | 2   | Riccardo Patrese   | Brabham-BMW     | 13      | Silnik                  | 6           |         |
| NU   | 22  | Andrea de Cesaris  | Alfa Romeo      | 9       | Skrz. biegów            | 8           |         |
| NU   | 25  | Eddie Cheever      | Ligier-Matra    | 8       | Prob. z paliwem         | 12          |         |
| NU   | 30  | Mauro Baldi        | Arrows-Ford     | 6       | Prob. z paliwem         | 23          |         |
| NU   | 31  | Jean-Pierre Jarier | Osella-Ford     | 3       | Ukł. kierowniczy        | 20          |         |
| NU   | 9   | Manfred Winkelhock | ATS-Ford        | 3       | Sprzęgło                | 16          |         |
| NW   | 28  | Didier Pironi      | Ferrari         | 0       | Wypadek przed wyścigiem | 1           |         |
| NZ   | 33  | Tommy Byrne        | Theodore-Ford   |         |                         |             |         |
| NZ   | 17  | Rupert Keegan      | March-Ford      |         |                         |             |         |
| NZ   | 36  | Teo Fabi           | Toleman-Hart    |         |                         |             |         |